# Tiragalloite
La tiragalloite è un minerale.